# Enrique Lora
Enrique Lora Millán, conocido como Lora, (Puebla del Río, provincia de Sevilla, 7 de mayo de 1945) es un exfutbolista español. Jugaba como centrocampista y llegó a convertirse en uno de los jugadores más importantes de la historia del Sevilla Fútbol Club. Con el Sevilla F.C. jugó un total de 11 temporadas. Finalizó su carrera deportiva en el Recreativo de Huelva, donde permaneció dos temporadas. Fue 14 veces internacional con la selección española de Fútbol, varias de ellas militando en segunda división. Fue varias temporadas capitán del equipo sevillano. En la actualidad (2011) pertenece a la Junta Directiva de la Asociación de Jugadores Veteranos del Sevilla F.C.
En 2014 fue nombrado VII Dorsal de Leyenda del Sevilla Fútbol Club, máximo galardón que otorga el club hispalense a sus exjugadores.
En la localidad sevillana de Pilas existe una Peña Cultural Sevillista dedicada a Enrique Lora.

### Goles con la selección
| Núm. | Fecha          | Lugar                 | Rival  | Gol   | Resultado | Competición                 |
| ---- | -------------- | --------------------- | ------ | ----- | --------- | --------------------------- |
| 1    | 24 - 11 - 1971 | Los Cármenes, Granada | Chipre | 6 - 0 | 7 - 0     | Clasificación Eurocopa 1972 |